# Edward Rydz-Śmigły
Edward Rydz-Śmigły (Berezhany, 11 de março de 1886 – Varsóvia, 2 de dezembro de 1941) foi um político, pintor, poeta e militar polonês.

## Vida
Durante o período entre guerras, ele foi uma figura pública excepcionalmente admirada na Polônia e foi considerado um herói por seu histórico exemplar como comandante do exército nas Legiões Polonesas da Primeira Guerra Mundial e na Guerra Polaco-Soviética que se seguiu em 1920. Ele foi nomeado Comandante-em-Chefe e Inspetor Geral das Forças Armadas Polonesas após a morte do Marechal Józef Piłsudski em 1935. Rydz serviu nesta capacidade no início da Segunda Guerra Mundial durante a invasão da Polônia.
À medida que a guerra se aproximava, as diferenças políticas desapareceram e a defesa tornou-se a prioridade nacional. Como resultado, a estatura de Rydz eclipsou até a do presidente.  O choque da derrota polonesa dificultou avaliações objetivas de seu legado durante e após a guerra; sua reputação, tão ligada aos críticos primeiros meses da Segunda Guerra Mundial, continua tendenciosa e controversa.
Está sepultado no Cemitério de Powązki em Varsóvia.

## Honrarias
Lista parcial:
- Ordem da Águia Branca
- Ordem da Coroa da Itália
- Ordem do Sol Nascente
- Legião de Honra

## Trabalhos
Sobre táticas militares e teoria:
- Walka na bagnety (Bayonet Fight), Lwów 1914;
- W sprawie polskiej doktryny (Poland's Military Doctrine), Varsóvia 1924;
- Kawaleria w osłonie (Cavalry in protection of troops), Varsóvia 1925;
- Byście o sile nie zapomnieli -Rozkazy, Artykuły, Mowy (Do not forget the Might – Orders, Articles and Speeches), Varsóvia 1936;
- Wojna polsko-niemiecka (The Polish-German War), Budapeste 1941.

Poetry
- Dążąc do końca swoich dróg (Toward My Path's End), Paris, 1947; Londres, 1989.

Pinturas e Gráficos
- Ilustrações do livro de Piłsudski, 22 de janeiro de 1863, Lwów 1920;
- Contribuições para Exposições de Arte em Cracóvia (1916) e Varsóvia (1917). A maioria de suas pinturas estão irremediavelmente perdidas.

### Pinturas

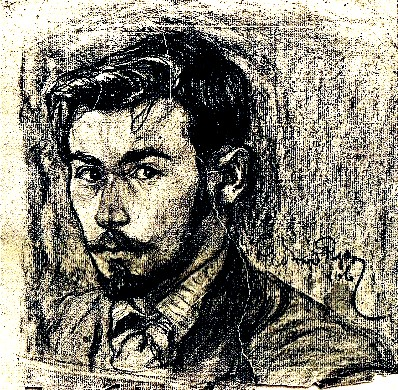
Auto-retrato, 1906
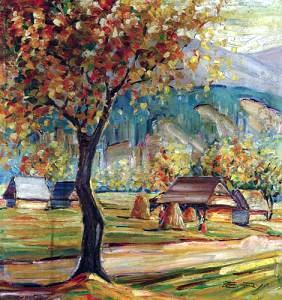
Paisagem montanhosa de outono, 1910
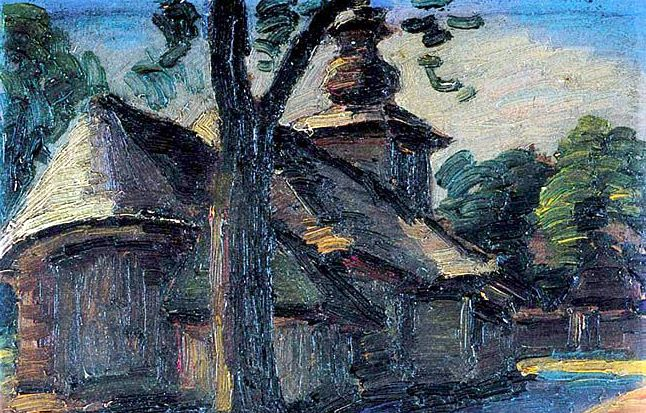
Velha Igreja em Zakopane, pintura a óleo, 1910
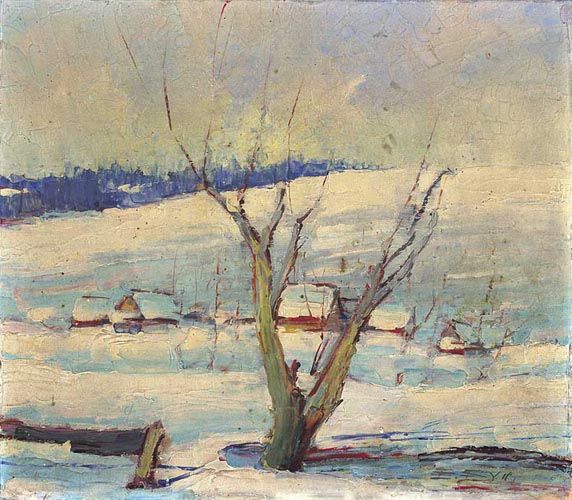
Paisagem de inverno de Olcza, 1910
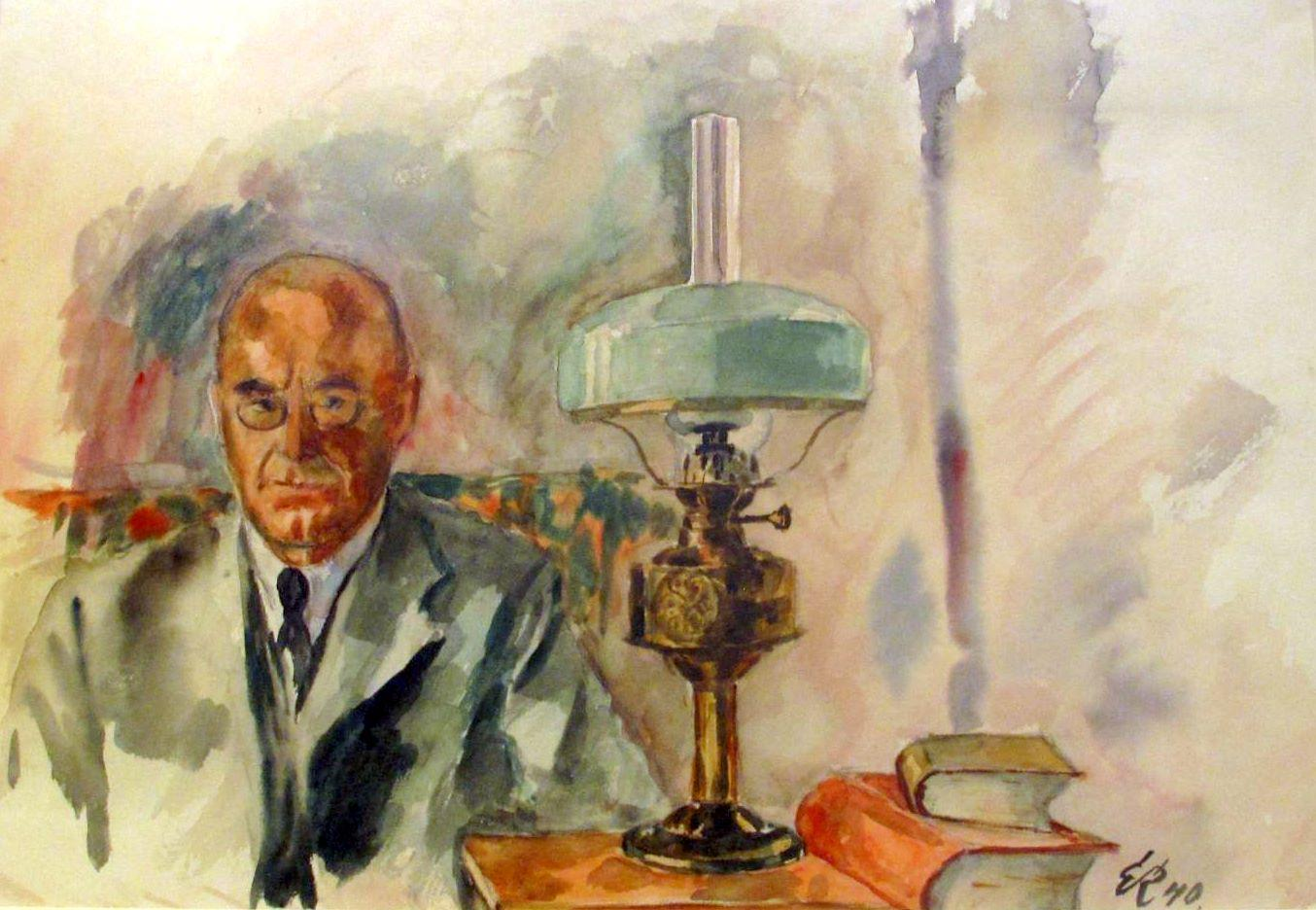
Auto-retrato, 1935